# Leśnica rdzawa
Leśnica rdzawa (Drymophila ferruginea) – gatunek małego ptaka z rodziny chronkowatych (Thamnophilidae). Zasiedla południowo-wschodnią Brazylię. Nie jest zagrożony wyginięciem.
SystematykaBlisko spokrewniona z leśnicą bambusową (D. rubricollis), w przeszłości były one uznawane za jeden gatunek. Nie wyróżnia się podgatunków.
MorfologiaDługość ciała wynosi 13 cm, masa ciała 10 g. Gatunek charakteryzuje się czarną głową z białą brwią, rdzawopomarańczowym spodem ciała oraz czarnymi skrzydłami z białą pręgą. Ogon czarny. Samica jest trochę jaśniejsza niż samiec i mocniej prążkowana, ale nie zawsze można to dostrzec.
Leśnica rdzawa jest bardzo podobna do leśnicy bambusowej, ale ten drugi gatunek ma czarny rysunek na grzbiecie i ciemniejszy ogon.
Ekologia i zachowanieŚrodowiskiem życia są bambusowe zarośla w wiecznie zielonych lasach. Leśnica rdzawa zazwyczaj przebywa parami albo tworzy grupy rodzinne, przebywa także w mieszanych stadach ptaków. W trakcie żerowania bardzo aktywna, porusza się drobnymi skokami i nagle się zatrzymuje, wypatrując zdobyczy (owadów). Zwykle szuka pożywienia kilka metrów nad ziemią.
StatusMiędzynarodowa Unia Ochrony Przyrody (IUCN) uznaje leśnicę rdzawą za gatunek najmniejszej troski (LC – least concern) nieprzerwanie od 1988 roku. Liczebność populacji nie została oszacowana, ale ptak ten opisywany jest jako pospolity. BirdLife International ocenia trend liczebności populacji jako spadkowy ze względu na wylesianie w obrębie zasięgu występowania gatunku.